# Света Петка (Нижеполе)
Вижте пояснителната страница за други значения на Света Петка.
„Света Петка“ или „Света Параскева“ (на македонска литературна норма: „Света Петка“, „Света Параскева“) е възрожденска църква в битолското село Нижеполе, част от Преспанско-Пелагонийската епархия на Македонската православна църква – Охридска архиепископия.
Църквата е разположена в северозападния край на селото в местността Гъргули. Два издълбани надписа на източната фасада осведомяват, че църквата е издигната в 1835 година. От този период е запазена оригиналната зидария на апсидата, направена от дялан камък с редове тухла. От двете страни на апсидата има по една апсидиола на страничните параклиси. Останалите стени са измазани по-късно. От юг, запад и север църквата има широки тремове, а във вътрешността се влиза през три врати. Два реда колони в интериора разделят наоса на три кораба. На запад има нартекс, над който е направена галерия (женска църква).
Западно от църквата във втората половина на XIX век е изградена камбанария. В църковния двор към края на XIX или в самото начало на XX век е издигната сградата на селското училище. В триъгълното пространство над главния му вход има обширен надпис, който информира, че училището е издигнато със средства на нижеполеца Константин Беби. Сградата е в класически и еклектичен стил, популярен за времето в Битоля.
Църквата пострадва значително по време на Първата световна война и след нея са проведени големи реставраторски дейности. Високият иконостас има четири реда икона, рисувани между 1926 и 1931 година. От оригиналния инвентар са запазени няколко икони от първата половина и средата на ΧΙΧ век. Красива е и дарохранителницата, изписана от неизвестен зограф в 1851 година.